# 东部过境高速
东部过境高速，即深港東部通道，起于莲塘口岸，终到金钱坳与  沈海高速 长深高速相接，是实现深港过境“东进东出，西进西出”目标的三条过境疏港通道之一。
全线为双向八车道设计，全长32.8 km，设金钱坳、梧桐、宝龙、锦龙、莲塘等6座立交，以及隧道4座（计单洞全长5395 m），特大桥3座（总长3742 m），大桥27座（总长10146 m)，中小桥2座（总长113 m），涵洞62道，主线收费站1处，养护工区1处。
梧桐立交至莲塘口岸段于2020年8月26日随同莲塘口岸货检开通。

## 历史
1993年，深圳提出建设深港西部通道的设想。
1994年，深圳提出建设东部通道即东部过境高速的设想。
2006年，香港與深圳兩地政府簽訂《關於加強深港合作的備忘錄》，內容包括研究蓮塘口岸和东部通道
2007年，深港西部通道随着深圳湾口岸的启用而通车。至此深圳已经实现“西进西出”“中进中出”的目标，但“东进东出”迟迟未实现。东部通道的风险源极大，项目穿越梧桐山风景区、仙湖植物园生态保护区、圆山风景区等众多敏感区域，同时东部通道还毗邻深圳水库大坝，开挖稍有不慎便可能酿成事故，因此东部过境高速的前期研究从2003年开始，用了将近10年的时间才确定方案。
2010年，东部过境高速举行开工仪式，这标志着部分区段已经开始动工。
2013年，东部过境高速环评完成，将全面开工，同时丹平快速二期东湖立交工程将与东部过境高速连接线同步实施。因考虑到厦深铁路将于2013年开通，通车后再实行上跨施工已无可能性，厦深铁路上跨节点工程将于2013年底厦深铁路通车前完成。
2013年8月，在连接线工程即将开工之时，爱国路高架桥数十座桥墩出现鼓包、开裂、锈蚀及移位等病害，需要紧急加固桥墩，工程因此延后一年。
2014年7月17日，东部过境高速连接线工程（丹平快速东湖立交统一实施段）正式开工。2015年4月，连接线工程I标开始围挡，同年6月，II标开始围挡，之后连接线工程已经全面开工。
2023年12月28日，连接线工程正式通车，罗湖区市民无需绕行莲塘口岸，可直接从布心路或沿河路直接进入东部过境高速。

## 分段

### 连接线

#### 市政连接线
市政连接线由主线以及东南向匝道组成，主线起点为布心路，终于莲塘塘排山分叉口，全长6751米，为单向两车道设计，设计车速为60km/h。主体为地下三层立体全互通立交，这也是目前国内第一座真正意义上的地下互通立交；在谷对岭设一分叉隧道（东南向匝道）连接沿河北路，其中东转南（ES）匝道长为1123米，南转东（SE）匝道长为950米，为单向一车道设计，设计时速为40km/h。连接线毗邻深圳水库主坝、水源保护区，施工难度比其它同类工程大，在塘排山（莲塘水厂）分叉口，开挖断面近30米，这也是国内目前开挖的最大断面；主线部分路段与爱国高架桥桩基冲突，需要桩基托换，托换量高达5000吨。
丹平快速起点位于布心路与沿河北路交界处的东湖立交，原计划于2011年大运会闭幕后建设，但考虑到东部过境高速市政连接线的方案仍未确定，才迟迟未动工。2013年，东部过境高速环评完成，东湖立交也即将动工。东湖立交共设4个匝道，A匝道为丹平快速转布心路匝道，为单向一车道设计；B匝道为丹平快速南行直行匝道，为单向两车道。其中一条车道连接沿河北路，另一条车道连接爱国高架桥；C匝道为布心路转丹平快速匝道，为单向一车道，在最初公布的方案中，C匝道由于过于靠近居民楼，遭到居民反对，目前的方案将C匝道移到连接线南线北面，原匝道部分将变为布心路改造；D匝道为爱国高架桥-丹平快速直行匝道。在主体工程开工之前，需要对管线进行迁移，同时将对布心路、沿河北路进行改造，其中布心路改造500米，布心路爱国高架桥起点段至金威天桥段将由双向六车道扩宽为双向八车道，目前第一阶段扩路已完成；沿河北路改造792米。主线下穿东乐天桥，东乐天桥部分桥墩与设计冲突，且已达到设计年限，直接下穿会危及桥身及过路行人安全，因此需要对东乐天桥拆除重建，该工程于2015年2月开始拆除，于2015年7月重建完成。

#### 口岸连接线
东部过境高速的建设主要是服务东部来往香港的车辆，2013年，莲塘口岸开工，因此东部过境高速还设一条口岸连接线连接莲塘口岸，口岸连接线为全地下隧道，其中塘排山分叉口-莲塘口岸隧道（T3线）长1.8km，莲塘口岸-塘排山分叉口隧道（RO线）长1.5km。工程将与莲塘口岸工程同步实施。

### 主线（罗湖区）
在塘排山莲塘水厂处汇合后，依次进入莲塘隧道、仙湖隧道，继续以地下隧道的方式下穿梧桐山，由于仙湖植物园具有重要的生态价值和历史文化价值，东部过境高速将采用避开仙湖植物园以及弘法寺的方案，绕行大望村北部，局部结合地形条件以及通风存在露头段，在大望村设一出入口。

## 设施

### 主线
| 地区                                                                                         | 里程 | 类型                    | 名称             | 连接                                 | 说明                          |
| -------------------------------------------------------------------------------------------- | ---- | ----------------------- | ---------------- | ------------------------------------ | ----------------------------- |
| 深圳市 龙岗区                                                                                |      | 枢纽                    | 金钱坳           | 惠盐高速公路 深汕高速公路            |                               |
| 深圳市 龙岗区                                                                                |      | 主线出入口 · 主线收费站 | 金钱坳主线收费站 | 金钱坳主线收费站                     | 本站以南段免费                |
| 深圳市 坪山区                                                                                |      | 出入口                  | 锦龙             | 宝龙大道 清风大道 锦龙大道 冬青路    | 深圳坪山站                    |
| 深圳市 龙岗区                                                                                |      | 出入口                  | 宝龙             | 翠宝路 宝坪路                        |                               |
| 深圳市 龙岗区                                                                                |      | 出入口                  | 简龙             | 南坪快速路 新横坪公路 沙荷路 大康路  |                               |
| 深圳市 龙岗区                                                                                |      | 出入口                  | 西坑             | 惠盐路 安良路                        |                               |
| 深圳市 龙岗区                                                                                |      | 枢纽                    | 梧桐             | 盐排高速公路                         | 以东八车道 以西六车道         |
| 深圳市 罗湖区                                                                                |      | 出入口                  | 大望             | 望桐新路                             | 梧桐山森林公园                |
| 深圳市 罗湖区                                                                                |      | 隧道                    | 林果场隧道       | 林果场隧道                           |                               |
| 深圳市 罗湖区                                                                                |      | 隧道                    | 仙湖隧道         | 仙湖隧道                             | 长180米                       |
| 深圳市 罗湖区                                                                                |      | 隧道                    | 莲塘隧道         | 莲塘隧道                             |                               |
| 深圳市 罗湖区                                                                                |      | 出入口                  | 塘排山           | 市政连接线                           | 在莲塘隧道内                  |
| 深圳市 罗湖区                                                                                |      | 枢纽 · 主线出入口       | 莲塘             | 罗沙路 · 延芳路 · 香园围公路（ 香港) | 莲塘口岸 经由口岸通道入罗沙路 |
| 1.000 英里 = 1.609 千米；1.000 千米 = 0.621 英里 并行路段 • 已关闭／取消 • 限制进入 • 未开放 |      |                         |                  |                                      |                               |

### 市政连接线
| 匝道                                                                                                   | 莲塘隧道 · 塘排山分叉口 | 莲塘隧道 · 塘排山分叉口 | 莲塘隧道 · 塘排山分叉口 |
| 匝道                                                                                                   | 谷对岭分叉口            | 谷对岭分叉口            |                         |
| 匝道                                                                                                   | (NX/BX)                 | (SE/ES)                 | (T3/RO)                 |
| 连接                                                                                                   | 布心路（西行）          | 沿河北路（南行）        | 莲塘口岸                |
| --- | ----------------------- | ----------------------- | ----------------------- |
| 1.000 英里 = 1.609 千米；1.000 千米 = 0.621 英里 并行路段 • 已关闭／取消 • 限制进入 • 未开放• 地下路段 |                         |                         |                         |

## 图集

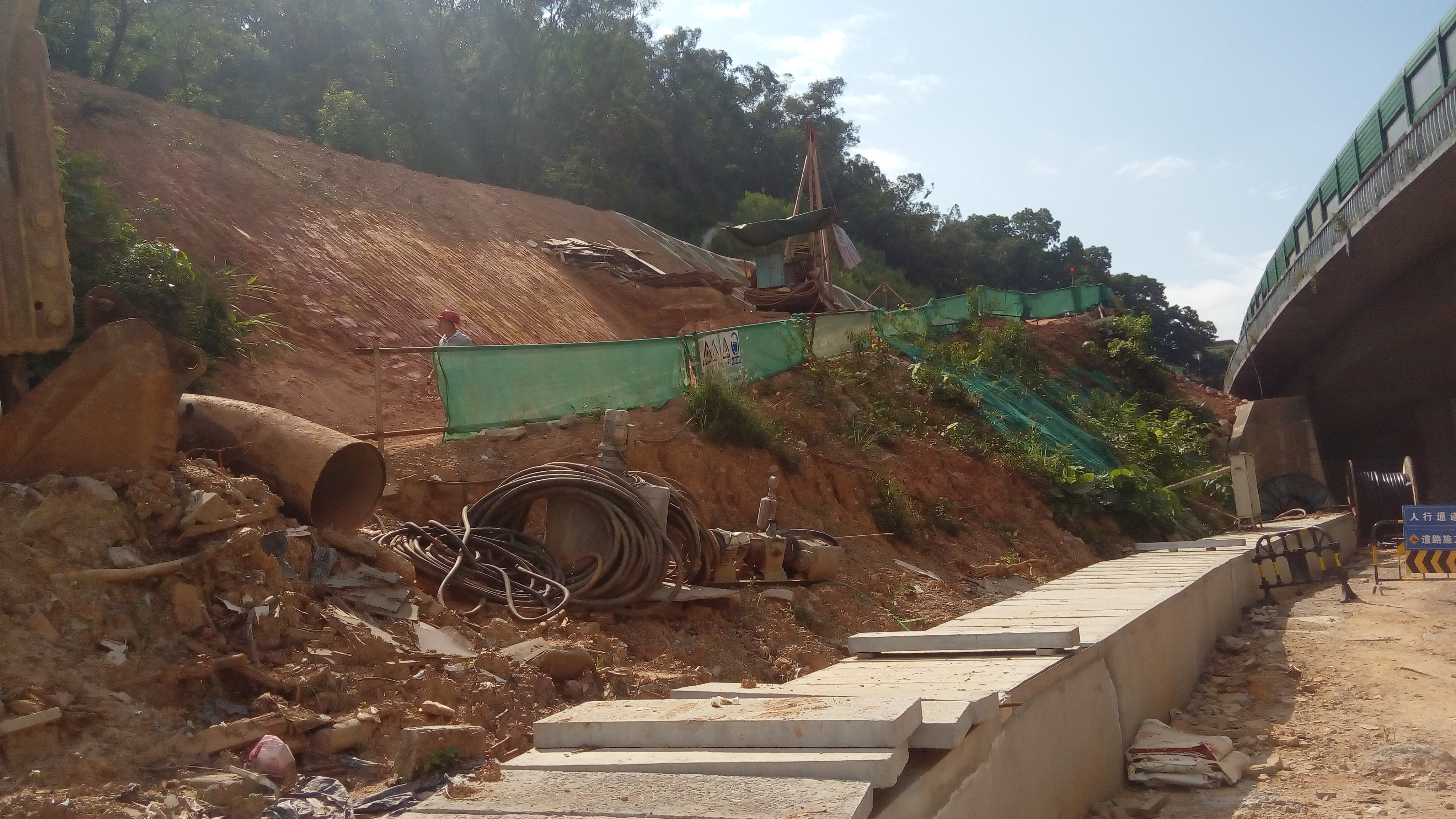
东湖立交B匝道工地
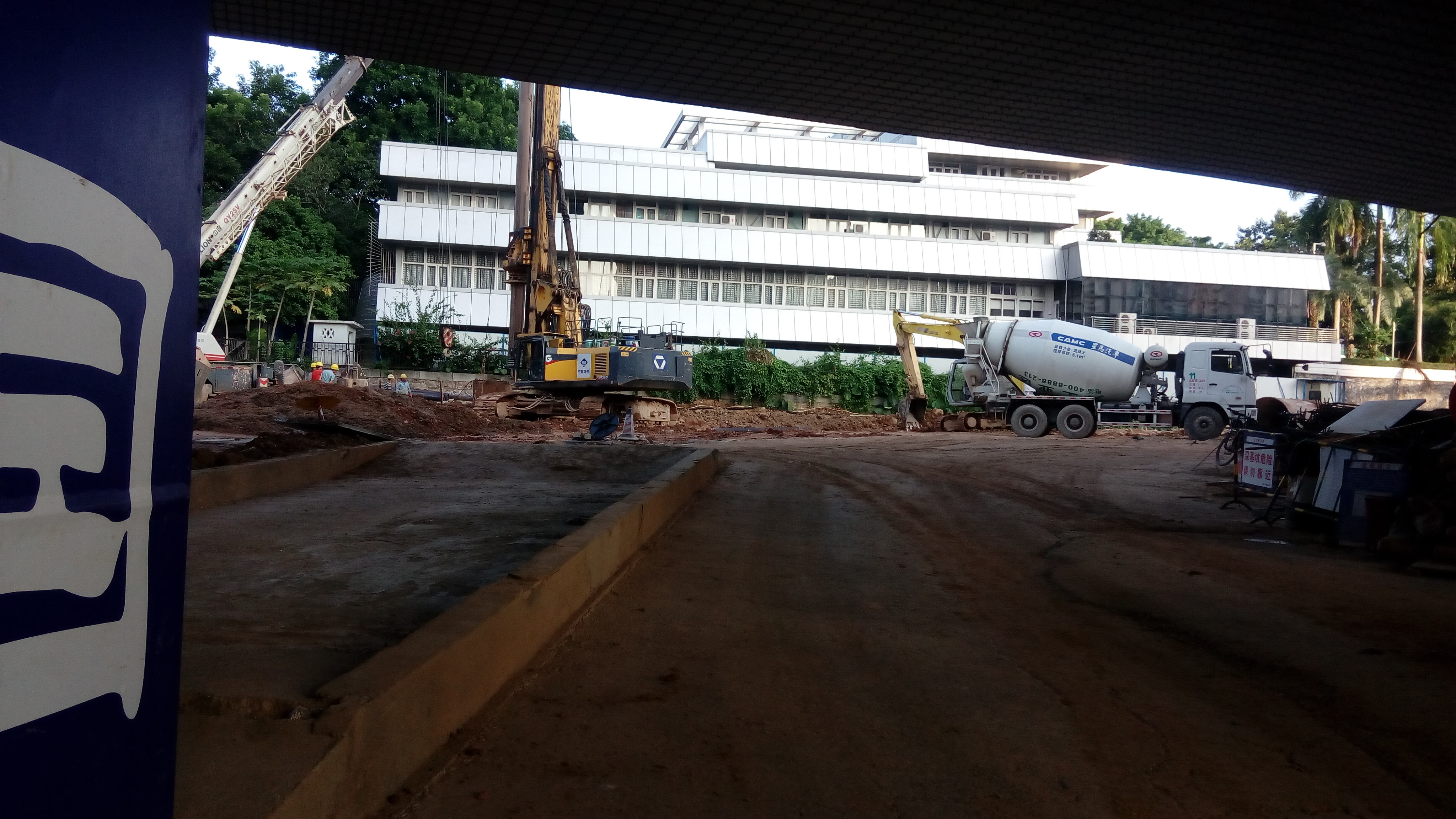
东部过境高速市政连接线I标段工地